# California (American Music Club)
California è il terzo album discografico del gruppo rock statunitense American Music Club, pubblicato nel 1988 dalla Frontier Records.
È generalmente considerato dalla critica uno dei dischi più rappresentativi della band, insieme al successivo Everclear.

## Tracce
Tutti i brani sono di Mark Eitzel, eccetto dove indicato.
1. Firefly - 2:49 (Eitzel/Kaphan)
2. Somewhere - 3:01
3. Laughingstock - 4:17 (Eitzel/Pearson)
4. Lonely - 2:42
5. Pale Skinny Girl - 3:33 (Eitzel/Pearson/Vudi)
6. Blue and Grey Shirt - 3:33
7. Bad Liquor - 1:57 (Eitzel/Pearson/Vudi)
8. Now You're Defeated - 2:28
9. Jenny - 2:38
10. Western Sky - 3:28
11. Highway 5 - 3:49 (Eitzel/Vudi)
12. Last Harbor - 4:35

## Formazione
- Mark Eitzel - voce, chitarra
- Dan Pearson - basso
- Vudi - chitarra, fisarmonica
- Tom Mallon - batteria
- Bruce Kaphan - steel guitar
- Lisa Davis - basso